# Научная этика
Научная этика — в современной науке это совокупность официально опубликованных правил, нарушение которых ведёт к административному разбирательству.
Учёный должен следовать принципам научной этики, чтобы успешно заниматься научными исследованиями.
В науке в качестве идеала провозглашается принцип, что перед лицом истины все исследователи равны, что никакие прошлые заслуги не принимаются во внимание, если речь идёт о научных доказательствах. Не менее важным принципом научного этоса является требование научной честности при изложении результатов исследования. Учёный может ошибаться, но не имеет права подтасовывать результаты, он может повторить уже сделанное открытие, но не имеет права заниматься плагиатом. Ссылки как обязательное условие оформления научной монографии и статьи призваны зафиксировать авторство тех или иных идей и научных текстов, и обеспечивать чёткую селекцию уже известного в науке и новых результатов. Существуют детально разработанные правила о том, каким условиям должны отвечать соавторы научной статьи. Ниже приведена выдержка из правил, разработанных в Гарвардском Университете:

Каждый, кто перечислен в качестве автора, должен внести существенный прямой интеллектуальный вклад в работу. Например, должен внести вклад в концепцию, дизайн и/или интерпретацию результатов. «Почетное» соавторство запрещено. Предоставление финансирования, технической поддержки, пациентов или материалов, как бы это ни было важно для работы, само по себе не является достаточным вкладом в работу, для того чтобы стать соавтором. Каждый, кто внес существенный вклад в работу, должен быть соавтором. Каждый, кто внес менее значительный вклад в работу, должен быть перечислен в списке людей, которым выносится благодарность в конце статьи.

Данные моральные принципы в реальности часто нарушаются. В различных научных сообществах может устанавливаться различная жёсткость санкций за нарушение этических принципов науки. Снижение «качества знания» при нарушении этики науки ведёт к макулатурной науке, идеологизации науки и коммерциализации науки (когда основной целью является гонка за финансированием). Одним из рычагов контроля за выполнением научной этики является анонимное рецензирование научных статей, проектов и отчетов.
Научная этика — это не только административные правила, но и совокупность моральных принципов, которых придерживаются учёные в научной деятельности и которые обеспечивают функционирование науки.

## Четыре ценности науки
Роберт Мертон в своих работах по социологии науки создал четыре моральных принципа:
1. Коллективизм (Communism) — результаты исследования должны быть открыты для научного сообщества.
2. Универсализм (Universalism) — оценка любой научной идеи или гипотезы должна зависеть только от её содержания и соответствия техническим стандартам научной деятельности, а не от характеристик её автора, например, его социального статуса.
3. Бескорыстность (Disinterestedness) — при опубликовании научных результатов исследователь не должен стремиться к получению какой-то личной выгоды, кроме удовлетворения от решения проблемы.
4. Организованный скептицизм (Organized skepticism) — исследователи должны критично относиться как к собственным идеям, так и к идеям, выдвигаемым их коллегами.

## История научной этики
Основная идея этики науки была выражена ещё Аристотелем: «Платон мне друг, но истина дороже».
С XIX века научная деятельность стала профессиональной. Этика науки стала видом профессиональной этики.
В 1947 году появился Нюрнбергский кодекс, который обобщал обвинения против нацистских ученых. Прежде всего он существенно ограничивал опыты над людьми, если они не являются добровольцами и не проинформированы о возможных неблагоприятных последствиях эксперимента.
В 1964 Хельсинкская декларация Всемирной медицинской ассоциации содержала требование необходимости этической экспертизы опытов не только над людьми, но и над животными. Помимо защиты жизни и здоровья подобные экспертизы призваны защитить права, достоинства и частную жизнь испытуемых. 
В 1997 осуществление клонирования вызвало к жизни соответствующие этические дискуссии.

## Современная научная этика
Современная научная этика характеризуется следующим:
- универсальная цель — получение и расширение сферы объективного знания;
- соответствует нормам толерантности.

В этическом кодексе учёного подчёркиваются не утилитарные, а высшие интеллектуальные ценности. Особая роль отводится также вопросам научной честности, сохранению «доброго имени», а не только известности, популярности в широкой публике. В XX веке ситуация несколько изменилась — требования стали менее строгими, наука стала более «богатой».